# Линейные корабли проекта 24
Линейные корабли проекта 24 — серия линейных кораблей, проектировавшихся в СССР в 1940-е годы. Главный конструктор В. В. Ашик. В связи с отказом от строительства линкоров, дальше предварительного проектирования не развивалась.
«Проект 24» является продолжением «Проекта 23», появившимся по результатам рассмотрения эскизных проектов различных вариантов последнего. Новый линкор должен был иметь  стандартное водоизмещение 72950 т, полное - 81150 т, размерения длина 282 м (270 по КВЛ), ширина 40,4 м (37 м по КВЛ), осадка при полном водоизмещении - 11,5 м, скорость до 30 узлов, дальность плавания до 6000 миль и иметь на вооружении 9 406-мм, 24 130-мм, 48 45-мм и 48 25-мм орудий, а также была возможность установить 457мм орудия.